# Castanopsis concinna
Castanopsis concinna es una especie de planta fanerógama de la familia Fagaceae. 

## Distribución
Es un árbol que se encuentra en China y Hong Kong. 

## Ecología
Está amenazada por pérdida de hábitat.

## Taxonomía
Castanopsis concinna fue descrita por  (Champ. ex Benth.) A.DC. y publicado en Journal of Botany, British and Foreign 1(6): 137, 182. 1863.
Sinonimia
- Castanea concinna Champ. ex Benth.
- Castanopsis oblongifolia W.C.Cheng & C.S.Chao[3][4]